# لژبوکوو
لژبوکوو (انگلیسی: Lezhebokovo) یک شهرک در شهرستان بیرسکی باشقیرستان کشور روسیه است.